# Liste des dirigeants de la Corse

A bandera testa mora (« le drapeau à tête de Maure » en français), symbole de la Corse.

La liste suivante s’attache à présenter l’ensemble des dirigeants de la Corse depuis les prémices de la régionalisation. À la suite de la loi portant nouvelle organisation territoriale de la République entrée en vigueur au 1er janvier 2018, la collectivité de Corse constitue une entité singulière dans le paysage institutionnel français dotée d’un pouvoir exécutif, conduit par le président du conseil exécutif de Corse, et d’un organe délibérant, dirigé par le président de l’assemblée de Corse.
À la mise en place des établissements publics régionaux créés par une loi de 1972, la Corse admet à l’origine un président du conseil régional élu pour la première fois les conseillers régionaux le 15 janvier 1976. Cependant, à l’occasion d’une loi spécifique s’inscrivant dans le cadre du premier acte de décentralisation, une assemblée de Corse est érigée en lieu et place du conseil régional ; les membres de cette chambre sont alors légalement qualifiés de « conseillers à l’assemblée ». Au sens de ce « premier statut », la région corse est dirigée par le président de l’assemblée de Corse à partir du 20 août 1982.
Une nouvelle loi adoptée en 1991 et dénommée « statut Joxe » offre à l’île un nouveau visage politique avec un pouvoir exécutif et une chambre séparés : la direction du premier est confiée au président du conseil exécutif de Corse tandis que celle de la seconde est attribuée au président de l’assemblée de Corse. Ainsi, au 2 avril 1992, la région de Corse est abolie au profit de la « collectivité territoriale de Corse » d’après la loi de 1991.
Le « troisième statut » découle de dispositions d’une loi de 2015, qui donne à la Corse un statut encore plus particulier en fusionnant les organes délibérants de niveau départemental — les conseils départementaux de la Corse-du-Sud et de la Haute-Corse — avec l’assemblée de Corse ainsi que les exécutifs départementaux — les présidents des conseils départementaux de la Corse-du-Sud et de la Haute-Corse — avec le conseil exécutif de Corse.

## Postes actuels

### Direction du conseil exécutif
La direction de l’organe exécutif de la Corse — le « conseil exécutif de Corse » — est confiée à un président, une charge politiquement séparée de la direction de l’organe délibérant depuis 1992.
En raison de la spécificité de la collectivité, ce poste n’admet pas d’égal dans le paysage politique territorial français de droit commun. Cependant, il correspond approximativement aux fonctions de président de conseil régional et de président de conseil départemental dans leurs dimensions exécutives, c’est-à-dire en dehors de leurs rôles de direction des organes délibérants ordinaires (conseil régional et conseil départemental en l’occurrence).
Gilles Simeoni exerce les fonctions de président du conseil exécutif depuis le 17 décembre 2015, jour de son élection par les conseillers de l’assemblée à la suite du scrutin des 6 et 13 décembre 2015. Il est reconduit le 2 janvier 2018 et le 1er juillet 2021, respectivement après le renouvellement de l’assemblée de Corse des 3 et 10 décembre 2017 ainsi que celui des 20 et 27 juin 2021.

### Direction de l’assemblée
La direction de l’organe délibérant de la Corse — l’« assemblée de Corse » — est confiée à un président, une fonction distincte de celle de président du conseil exécutif depuis 1992.
Avant cette date, la collectivité admettait globalement les mêmes caractéristiques que les entités territoriales régionales de droit commun, c’est-à-dire sans séparation claire des charges de direction exécutive et de l’organe délibérant. Ainsi, deux périodes peuvent être nettement distinguées : entre 1974 et 1982, le président du conseil régional de Corse assumait les fonctions de direction de l’organe exécutif collégial (le bureau du conseil régional) et de direction de l’organe délibérant (le conseil régional) ; entre 1982 et 1992, le président de l’assemblée de Corse dirigeait l’exécutif régional (le bureau de l’assemblée) ainsi que la chambre régionale (l’assemblée).
À l’instar du président du conseil exécutif, du fait de la particularité politique institutionnelle du territoire, la fonction ne correspond à aucune autre au regard du droit des collectivités territoriales communes françaises depuis 2018. Toutefois, elle se rapproche des charges de président de conseil régional et de président de conseil départemental dans leurs dimensions de direction d’organes délibérants, c’est-à-dire en dehors de leurs rôles exécutifs (bureau de conseil régional et bureau conseil départemental).
Marie-Antoinette Maupertuis occupe la charge de présidente de l’assemblée depuis le 1er juillet 2021, date de sa nomination par ses pairs à la suite des élections de l’assemblée de Corse des 20 et 27 juin 2021.

## Liste

### Région de Corse
| Organe délibérant         | Organe délibérant        | Président                | Parti | Parti           | Période du mandat | Période du mandat | Qualité |
| Intitulé                  | Cycle                    | Président                | Parti | Parti           | Début             | Fin | Qualité |
| ------------------------- | ------------------------ | ------------------------ | ----- | --------------- | ----------------- | --- | --- |
| Conseil régional de Corse |                          | François Giacobbi        |       | MRG             | 15 janvier 1974   | 8 février 1979 | Maire de Venaco (1951-1983) Conseiller général de la Corse (1951-1966), élu dans le canton de Vezzani Président du conseil général de la Corse (1959-1975) Sénateur (1962-1997), élu dans la Corse puis dans la Haute-Corse Conseiller général de la Corse puis de la Haute-Corse (1966-1997), élu dans le canton de Venaco Président du conseil général de la Haute-Corse (1976-1992) |
| Conseil régional de Corse | Jean Filippi             |                          | MRG   | 8 février 1979  | 11 février 1980   | Sénateur (1962-1980), élu dans la Corse | |
| Conseil régional de Corse | Jean-Paul de Rocca Serra |                          | RPR   | 11 février 1980 | 13 juillet 1981   | Conseiller général de la Corse puis de la Corse-du-Sud (1949-1988), élu dans le canton de Porto-Vecchio Maire de Porto-Vecchio (1950-1997) Président du conseil général de la Corse-du-Sud (1976-1982) Député (1978-1998), élu dans la deuxième circonscription de la Corse-du-Sud | |
| Conseil régional de Corse | Prosper Alfonsi          |                          | MRG   | 13 juillet 1981 | 20 août 1982      | Maire d’Albertacce (1965-1985) | |
| Assemblée de Corse        | Prosper Alfonsi          | Ier                      | MRG   | 20 août 1982    | 24 août 1984      | Maire d’Albertacce (1965-1985) | |
| Assemblée de Corse        | IIe                      | Jean-Paul de Rocca Serra |       | RPR             | 24 août 1984      | 2 avril 1992 | Conseiller général de la Corse puis de la Corse-du-Sud (1949-1988), élu dans le canton de Porto-Vecchio Maire de Porto-Vecchio (1950-1997) Député (1978-1998), élu dans la deuxième circonscription de la Corse-du-Sud |
| Assemblée de Corse        | IIIe                     | Jean-Paul de Rocca Serra |       | RPR             | 24 août 1984      | 2 avril 1992 | Conseiller général de la Corse puis de la Corse-du-Sud (1949-1988), élu dans le canton de Porto-Vecchio Maire de Porto-Vecchio (1950-1997) Député (1978-1998), élu dans la deuxième circonscription de la Corse-du-Sud |

### Collectivité territoriale de Corse
| Conseil exécutif de Corse | Conseil exécutif de Corse | Conseil exécutif de Corse | Conseil exécutif de Corse | Conseil exécutif de Corse | Conseil exécutif de Corse | Conseil exécutif de Corse |       | Assemblée de Corse       | Assemblée de Corse | Assemblée de Corse | Assemblée de Corse | Assemblée de Corse | Assemblée de Corse | Assemblée de Corse |
| Numéro d’ordre            | Président                 | Parti                     | Parti                     | Période du mandat         | Période du mandat         | Qualité | Cycle | Président                | Parti              | Parti              | Période du mandat | Période du mandat  | Qualité |                    |
| Numéro d’ordre            | Président                 | Parti                     | Parti                     | Début                     | Fin                       | Qualité | Cycle | Président                | Parti              | Parti              | Début | Fin                | Qualité |                    |
| Premier                   | Jean Baggioni             |                           | UDF                       | 2 avril 1992              | 4 avril 2004              | Maire de Ville-di-Pietrabugno (1965-2001) Conseiller général de la Haute-Corse (1973-1994), élu dans le canton de San-Martino-di-Lota Député européen (1994-1999), élu en France                                                                                | IVe   | Jean-Paul de Rocca Serra |                    | RPR                | 2 avril 1992 | 26 mars 1998       | Maire de Porto-Vecchio (1950-1997) Député (1978-1998), élu dans la deuxième circonscription de la Corse-du-Sud                                               |                    |
| Premier                   | Jean Baggioni             | RPR                       |                           | 2 avril 1992              | 4 avril 2004              | Maire de Ville-di-Pietrabugno (1965-2001) Conseiller général de la Haute-Corse (1973-1994), élu dans le canton de San-Martino-di-Lota Député européen (1994-1999), élu en France                                                                                | IVe   | Jean-Paul de Rocca Serra |                    | RPR                | 2 avril 1992 | 26 mars 1998       | Maire de Porto-Vecchio (1950-1997) Député (1978-1998), élu dans la deuxième circonscription de la Corse-du-Sud                                               |                    |
| Deuxième                  | Jean Baggioni             | Ve                        | José Rossi                | 2 avril 1992              | 4 avril 2004              | Maire de Ville-di-Pietrabugno (1965-2001) Conseiller général de la Haute-Corse (1973-1994), élu dans le canton de San-Martino-di-Lota Député européen (1994-1999), élu en France                                                                                |       | UDF DL                   | 26 mars 1998       | 1er avril 2004     | Conseiller général de la Corse-du-Sud (1973-2004), élu dans le canton d’Ajaccio-4 Président du conseil général de la Corse-du-Sud (1985-1998) Député (1988-2002), élu dans la première circonscription de la Corse-du-Sud Conseiller à l’assemblée de Corse (1998-2004) |                    | |                    |
| Troisième                 | Jean Baggioni             | VIe                       | José Rossi                | 2 avril 1992              | 4 avril 2004              | Maire de Ville-di-Pietrabugno (1965-2001) Conseiller général de la Haute-Corse (1973-1994), élu dans le canton de San-Martino-di-Lota Député européen (1994-1999), élu en France                                                                                |       | UDF DL                   | 26 mars 1998       | 1er avril 2004     | Conseiller général de la Corse-du-Sud (1973-2004), élu dans le canton d’Ajaccio-4 Président du conseil général de la Corse-du-Sud (1985-1998) Député (1988-2002), élu dans la première circonscription de la Corse-du-Sud Conseiller à l’assemblée de Corse (1998-2004) |                    | |                    |
| Troisième                 | Jean Baggioni             | VIe                       | José Rossi                | 2 avril 1992              | 4 avril 2004              | Maire de Ville-di-Pietrabugno (1965-2001) Conseiller général de la Haute-Corse (1973-1994), élu dans le canton de San-Martino-di-Lota Député européen (1994-1999), élu en France                                                                                | UMP   |                          | 26 mars 1998       | 1er avril 2004     | Conseiller général de la Corse-du-Sud (1973-2004), élu dans le canton d’Ajaccio-4 Président du conseil général de la Corse-du-Sud (1985-1998) Député (1988-2002), élu dans la première circonscription de la Corse-du-Sud Conseiller à l’assemblée de Corse (1998-2004) | UMP                | |                    |
| Quatrième                 | Ange Santini              |                           | UMP                       | 4 avril 2004              | 25 mars 2010              | Conseiller municipal de Calvi (depuis 1983) Maire de Calvi (1995-2004) | VIIe  | Camille de Rocca Serra   |                    | UMP                | 4 avril 2004 | 25 mars 2010       | Maire de Porto-Vecchio (1997-2004) Député (2002-2017), élu dans la deuxième circonscription de la Corse-du-Sud Conseiller à l’assemblée de Corse (1998-2021) |                    |
| Cinquième                 | Paul Giacobbi             |                           | PRG                       | 25 mars 2010              | 17 décembre 2015          | Conseiller municipal de Venaco (1983-2020) Conseiller général de la Haute-Corse (1997-2010), élu dans le canton de Venaco Président du conseil général de la Haute-Corse (1998-2010) Député (2002-2017), élu dans la deuxième circonscription de la Haute-Corse | VIIIe | Dominique Bucchini       |                    | PCF                | 25 mars 2010 | 17 décembre 2015   | Conseiller à l’assemblée de Corse (1984-2017) |                    |
| Cinquième                 | Paul Giacobbi             | Aucun                     |                           | 25 mars 2010              | 17 décembre 2015          | Conseiller municipal de Venaco (1983-2020) Conseiller général de la Haute-Corse (1997-2010), élu dans le canton de Venaco Président du conseil général de la Haute-Corse (1998-2010) Député (2002-2017), élu dans la deuxième circonscription de la Haute-Corse | VIIIe | Dominique Bucchini       |                    | PCF                | 25 mars 2010 | 17 décembre 2015   | Conseiller à l’assemblée de Corse (1984-2017) |                    |
| Sixième                   | Gilles Simeoni            |                           | FAC                       | 17 décembre 2015          | 31 décembre 2017          | Conseiller municipal de Bastia (depuis 2008) Maire de Bastia (2014-2016) | IXe   | Jean-Guy Talamoni        |                    | CL                 | 17 décembre 2015 | 31 décembre 2017   | Conseiller à l’assemblée de Corse (1992-2021) |                    |

### Collectivité de Corse
| Conseil exécutif de Corse | Conseil exécutif de Corse | Conseil exécutif de Corse | Conseil exécutif de Corse | Conseil exécutif de Corse | Conseil exécutif de Corse | Conseil exécutif de Corse                    |                             | Assemblée de Corse | Assemblée de Corse | Assemblée de Corse | Assemblée de Corse | Assemblée de Corse                               | Assemblée de Corse                            | Assemblée de Corse |
| Numéro d’ordre            | Président                 | Parti                     | Parti                     | Période du mandat         | Période du mandat         | Qualité                                      | Cycle                       | Président          | Parti              | Parti              | Période du mandat  | Période du mandat                                | Qualité                                       |                    |
| Numéro d’ordre            | Président                 | Parti                     | Parti                     | Début                     | Fin                       | Qualité                                      | Cycle                       | Président          | Parti              | Parti              | Début              | Fin                                              | Qualité                                       |                    |
| Premier                   | Gilles Simeoni            |                           | FAC                       | 2 janvier 2018            | En cours                  | Conseiller municipal de Bastia (depuis 2008) | Xe                          | Jean-Guy Talamoni  |                    | CL                 | 2 janvier 2018     | 1er juillet 2021                                 | Conseiller à l’assemblée de Corse (1992-2021) |                    |
| Second                    | Gilles Simeoni            | XIe                       | FAC                       | 2 janvier 2018            | En cours                  | Conseiller municipal de Bastia (depuis 2008) | Marie-Antoinette Maupertuis |                    | FAC                | 1er juillet 2021   | En cours           | Conseillère à l’assemblée de Corse (depuis 2021) |                                               |                    |

## Galerie

### Présidents du conseil exécutif

Portraits de présidents du conseil exécutif
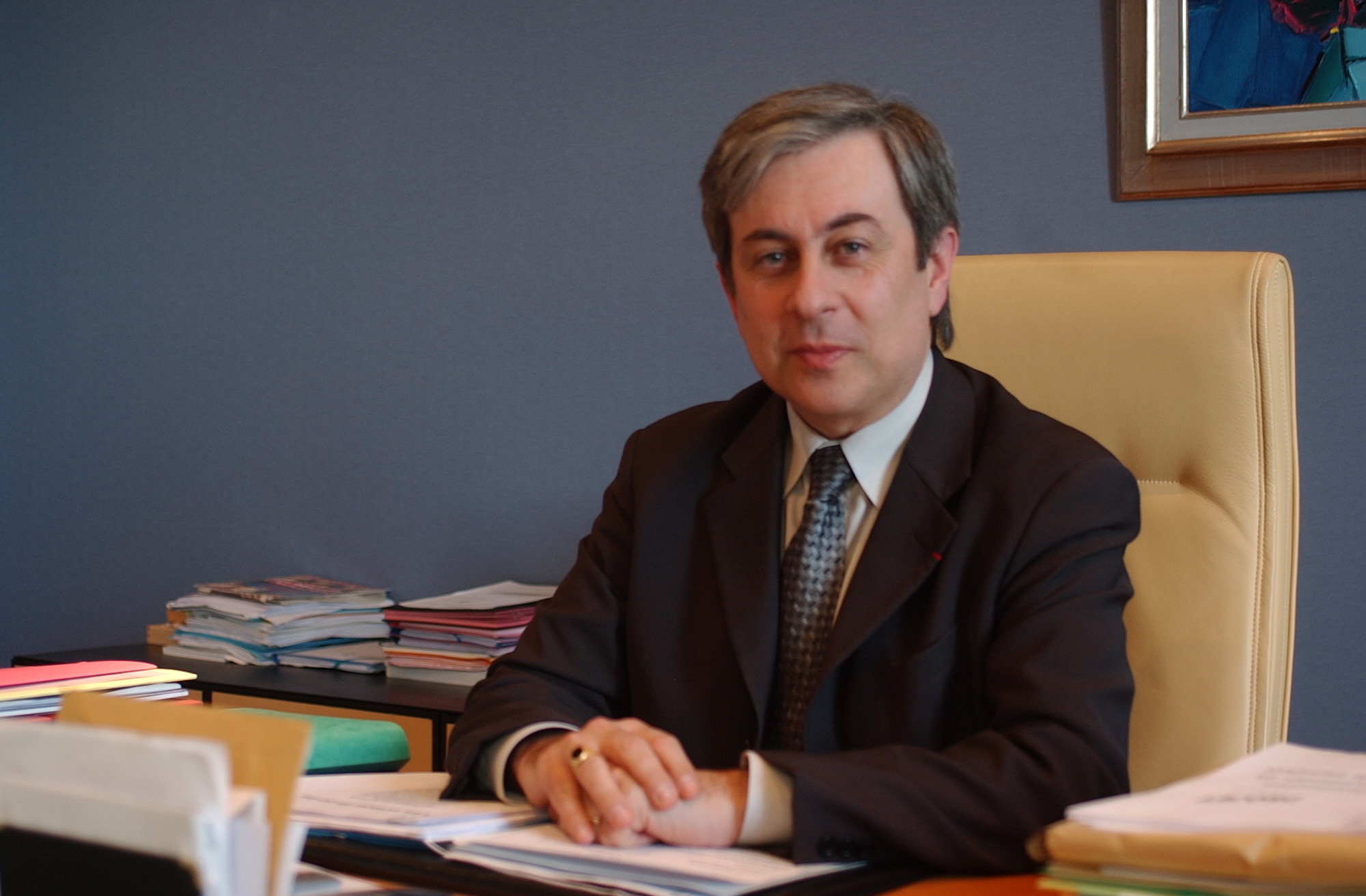
Ange Santini (2004-2010).
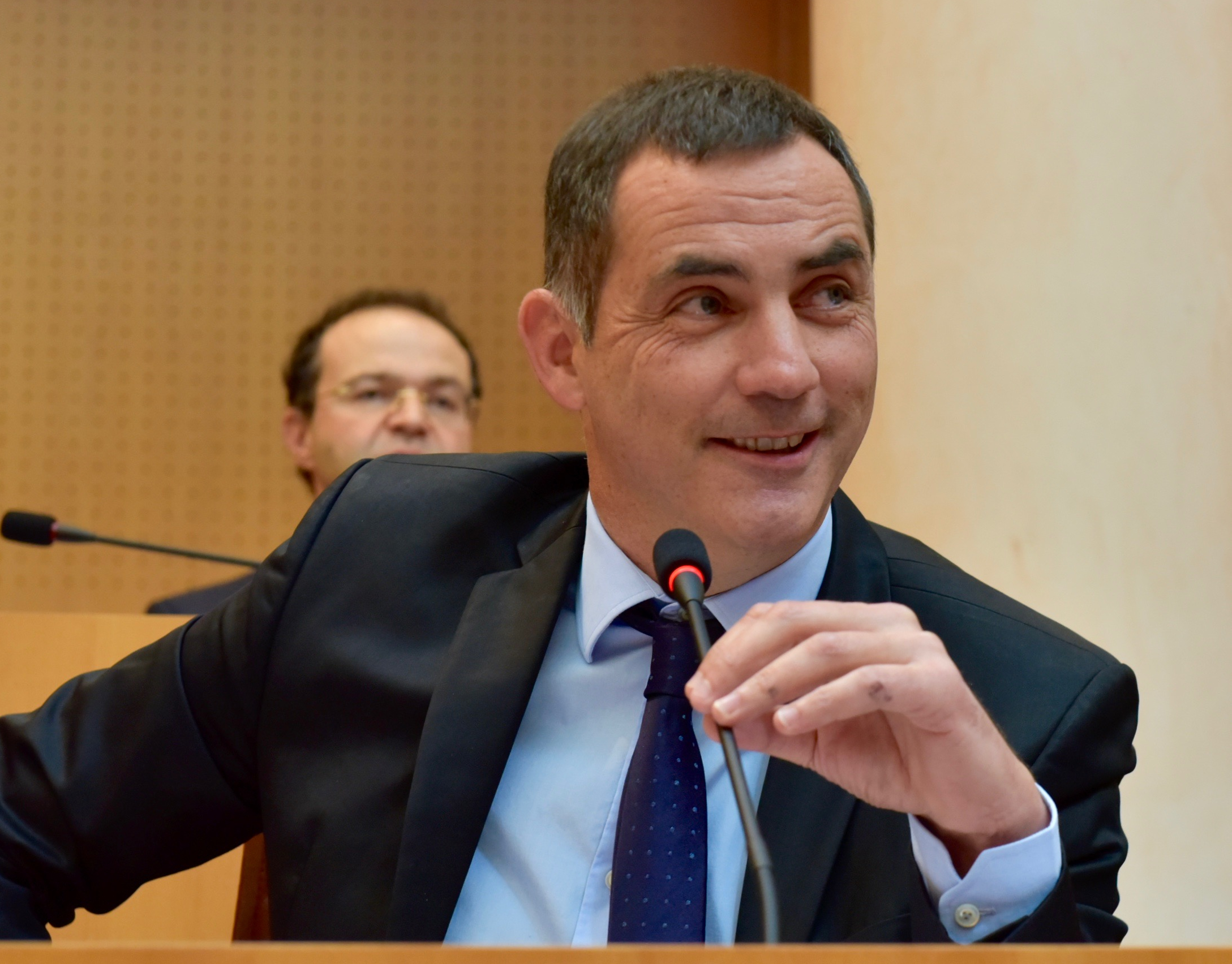
Gilles Simeoni (depuis 2015).

### Présidents de l’assemblée

Portraits de présidents de l’assemblée
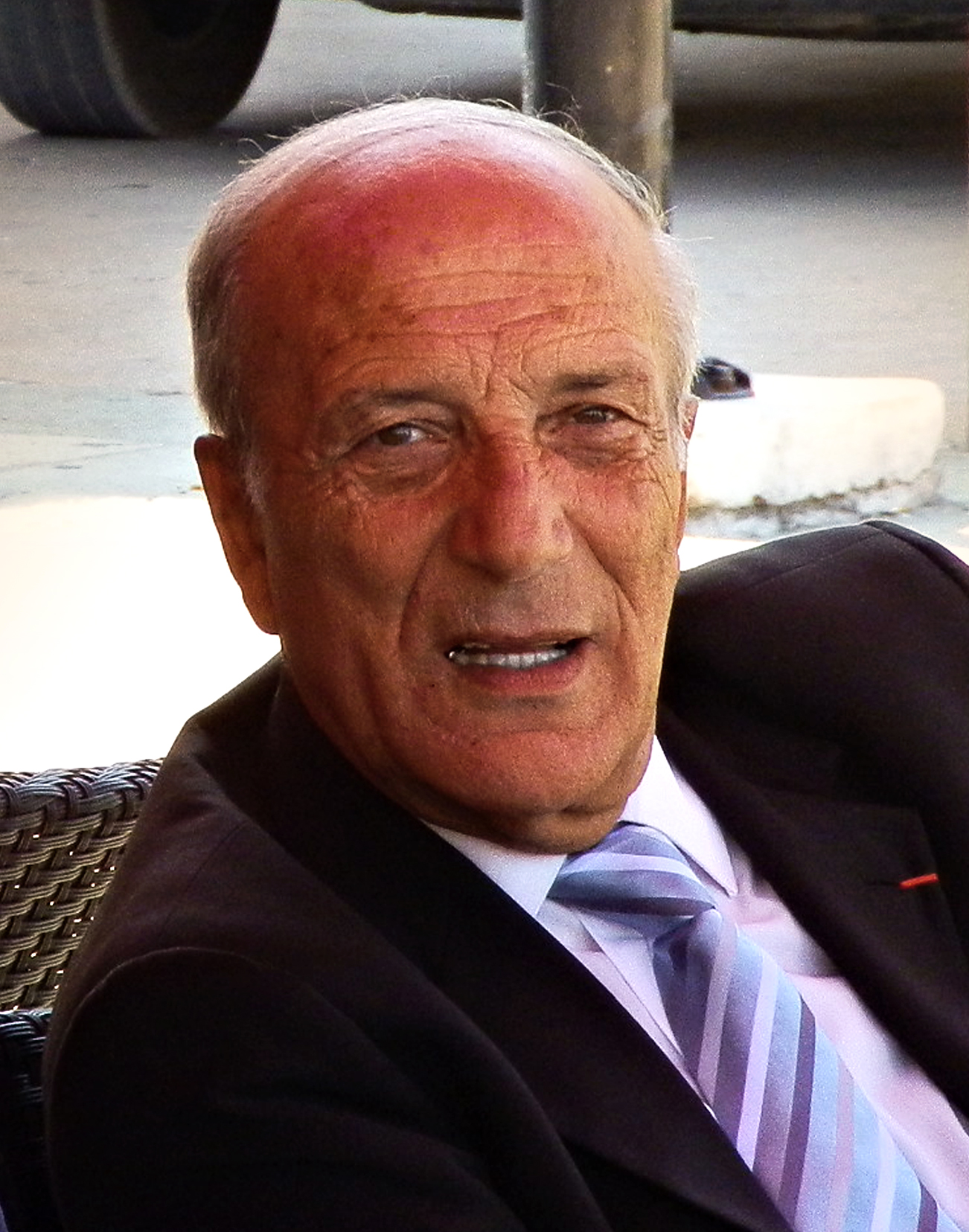
Dominique Bucchini (2010-2015).
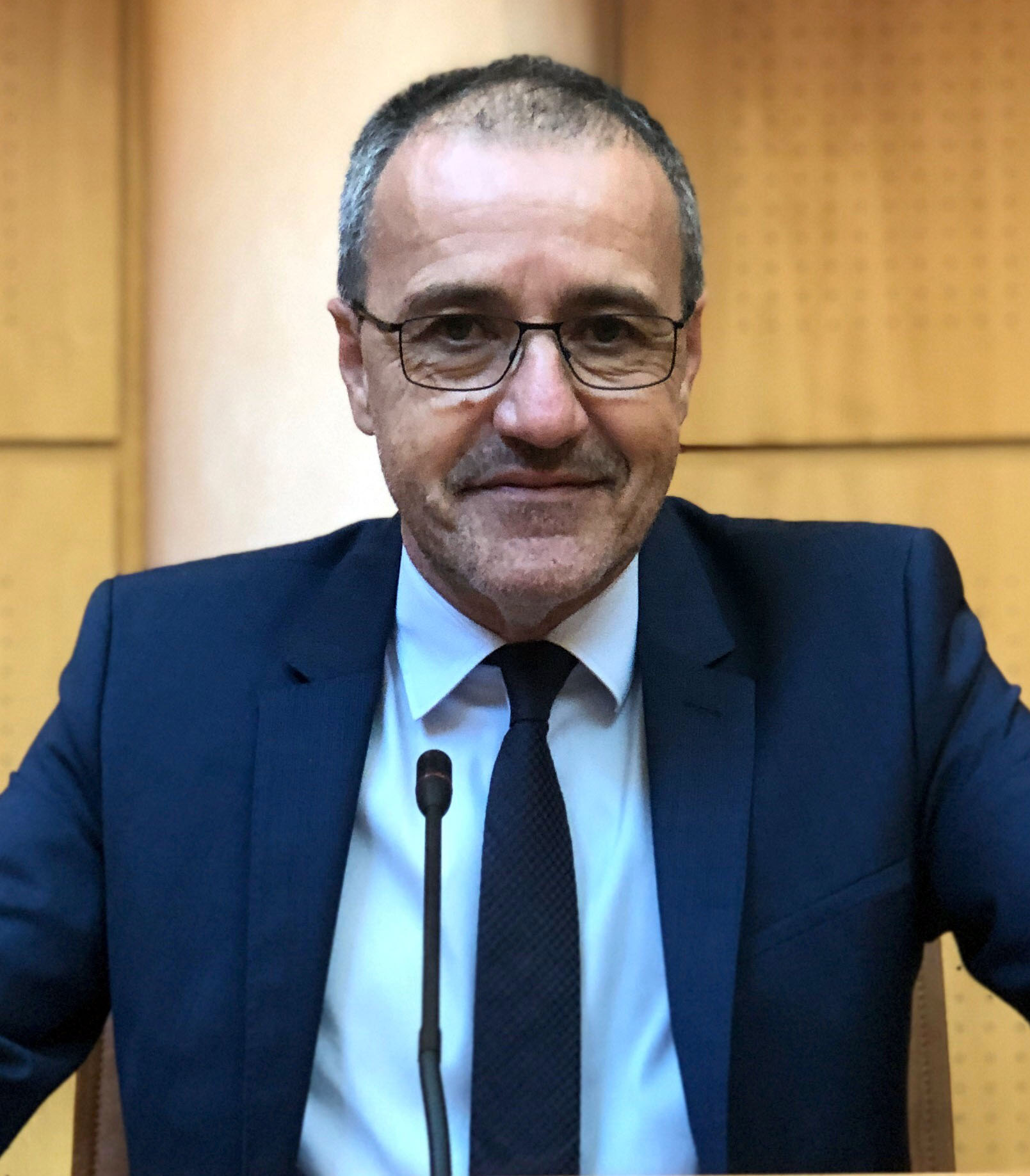
Jean-Guy Talamoni (2015-2021).